# Silene muschleri
Silene muschleri är en nejlikväxtart som beskrevs av Gilbert François Bocquet. Silene muschleri ingår i släktet glimmar, och familjen nejlikväxter. Inga underarter finns listade i Catalogue of Life.